# Championnat de Slovénie masculin de handball
Le Championnat de Slovénie masculin de handball est une compétition réunissant les meilleurs clubs masculins de handball en Slovénie.
Il fait suite au championnat de Yougoslavie où un seul club slovène, le RD Slovan Ljubljana, a remporté le titre (en 1980).
La compétition est très nettement dominée par le RK Celje qui a remporté en 2023 son 26e titre en 32 éditions.

## Histoire
La compétition est fondée en 1991, année d'indépendance de la Slovénie après la séparation avec la Yougoslavie. Au fil de son histoire, la compétition est nettement dominée par le RK Celje qui remporte seize des dix-sept premières éditions du championnat entre 1992 et 2008. Seul le RK Prule 67 en 2002 est parvenu à contester l'hégémonie du club de Celje.
Puis, à l'issue de la saison 2008-2009, c'est le RK Gorenje Velenje qui devient champion de Slovénie. Si le RK Celje retrouve son titre la saison suivante, le club doit dorénavant faire face à des concurrents pouvant lui tenir tête : le RK Cimos Koper devient ainsi champion en 2011 puis le RK Gorenje Velenje remporte ses deuxième et troisième titres en 2012 et 2013. Cette même année 2013 est également marquée par la disparation du RK Koper qui a déposé le bilan, n’ayant pas reçu de la part de son sponsor Cimos les 500 000 € initialement prévus. Le handball slovène perd alors l'un de ses meilleurs clubs.
Le championnat 2013-2014 se résume essentiellement à une opposition entre Celje et Velenje, le plus souvent en faveur du premier nommé.

## Palmarès

### Podium par saison
| Saison    | Champion           | Vice-champion            | Troisième                |
| --------- | ------------------ | ------------------------ | ------------------------ |
| 1991-1992 | RK Celje           | RD Slovan Ljubljana      | RD Jadran Hrpelje-Kozina |
| 1992-1993 | RK Celje           | RD Jadran Hrpelje-Kozina | RK Prevent               |
| 1993-1994 | RK Celje           | RK Gorenje Velenje       | RD Jadran Hrpelje-Kozina |
| 1994-1995 | RK Celje           | RK Jadran                | RK Gorenje Velenje       |
| 1995-1996 | RK Celje           | RK Gorenje Velenje       | MRD Dobova               |
| 1996-1997 | RK Celje           | RK Prevent               | Prule 67                 |
| 1997-1998 | RK Celje           | RK Prevent               | RK Trebnje               |
| 1998-1999 | RK Celje           | RK Prevent               | RK Trebnje               |
| 1999-2000 | RK Celje           | Prule 67                 | RK Trebnje               |
| 2000-2001 | RK Celje           | Prule 67                 | RK Prevent               |
| 2001-2002 | Prule 67           | RK Celje                 | RK Gorenje Velenje       |
| 2002-2003 | RK Celje           | Prule 67                 | RK Gorenje Velenje       |
| 2003-2004 | RK Celje           | RK Gorenje Velenje       | RK Prevent               |
| 2004-2005 | RK Celje           | RK Gorenje Velenje       | RK Jeruzalem Ormož       |
| 2005-2006 | RK Celje           | RD Jadran Hrpelje-Kozina | RK Gorenje Velenje       |
| 2006-2007 | RK Celje           | RK Gorenje Velenje       | RK Cimos Koper           |
| 2007-2008 | RK Celje           | RK Cimos Koper           | RK Gorenje Velenje       |
| 2008-2009 | RK Gorenje Velenje | RK Cimos Koper           | RK Trebnje               |
| 2009-2010 | RK Celje           | RK Gorenje Velenje       | RK Cimos Koper           |
| 2010-2011 | RK Cimos Koper     | RK Gorenje Velenje       | RK Celje                 |
| 2011-2012 | RK Gorenje Velenje | RK Celje                 | RK Cimos Koper           |
| 2012-2013 | RK Gorenje Velenje | RK Celje                 | RK Cimos Koper           |
| 2013-2014 | RK Celje           | RK Gorenje Velenje       | RK Maribor Branik        |
| 2014-2015 | RK Celje           | RK Gorenje Velenje       | RK Maribor Branik        |
| 2015-2016 | RK Celje           | RK Gorenje Velenje       | RD Ribnica RH            |
| 2016-2017 | RK Celje           | RK Gorenje Velenje       | RD Ribnica RH            |
| 2017-2018 | RK Celje           | RD Ribnica RH            | RK Gorenje Velenje       |
| 2018-2019 | RK Celje           | RK Gorenje Velenje       | RD Ribnica RH            |
| 2019-2020 | RK Celje           | RD Ribnica RH            | RK Trebnje               |
| 2020-2021 | RK Gorenje Velenje | RK Trebnje               | RK Celje                 |
| 2021-2022 | RK Celje           | RK Trebnje               | RK Gorenje Velenje       |
| 2022-2023 | RK Celje           | RK Gorenje Velenje       | RK Trebnje               |
| 2023-2024 | RK Gorenje Velenje | RK Trebnje               | RK Celje                 |

### Bilan par club
| Rang  | Club               | Titres | Années victorieuses |
| ----- | ------------------ | ------ | --- |
| 1     | RK Celje           | 26     | 1992, 1993, 1994, 1995, 1996, 1997, 1998, 1999, 2000, 2001, 2003, 2004, 2005, 2006, 2007, 2008, 2010, 2014, 2015, 2016, 2017, 2018, 2019, 2020, 2022, 2023 |
| 2     | RK Gorenje Velenje | 5      | 2009, 2012, 2013, 2021, 2024 |
| 3     | Prule 67           | 1      | 2002 |
| 4     | RK Cimos Koper     | 1      | 2011 |
| Total | Total              | 33     | 1992-2024 |

## Clubs
Les clubs de la saison 2023-2024 sont :
| Club                | Ville          | Salle(s)               | Capacité |
| ------------------- | -------------- | ---------------------- | -------- |
| RK Celje            | Celje          | Zlatorog Arena         | 5 500    |
| MRD Dobova          | Dobova         | ?                      | ?        |
| RK Jeruzalem Ormož  | Ormož          | Dvorana Hardek         | 600      |
| RD Koper 2013       | Koper          | ?                      | ?        |
| MRK Krka            | Novo mesto     | Marof Hall             | 2 000    |
| MRK Ljubljana       | Ljubljana      | ?                      | ?        |
| RD Loka 2012        | Škofja Loka    | ?                      |          |
| RD Ribnica          | Ribnica        | Športni center Ribnica | 1 000    |
| RD Slovan Ljubljana | Ljubljana      | ?                      | ?        |
| RK Slovenj Gradec   | Slovenj Gradec | Vinka Cajnka Hall      | ?        |
| RK SVIŠ             | Ivančna Gorica | ?                      | ?        |
| ŠRD Škofljica       | Škofljica      | ?                      | ?        |
| RK Trebnje          | Trebnje        | OŠ Trebnje Hall        | 1 000    |
| Gorenje Velenje     | Velenje        | Red Hall               | 2 500    |

## Coefficient EHF
Grâce aux performances du Rokometni klub Celje, vainqueur de la Ligue des champions 2004, le championnat slovène est classé en 2004 comme le troisième meilleur championnat européen. La Slovénie tient son rang pendant 2 ans avant d'osciller entre le 5e et 8e rang jusqu'en 2016. S'ensuit une chute progressive avec un 14e rang en 2019 puis une légère remontée :
| Année | 02 | 03 | 04 | 05 | 06 | 07 | 08 | 09 | 10 | 11 | 12 | 13 | 14 | 15 | 16 | 17 | 18 | 19 | 20 | 21 | 22 |
| ----- | -- | -- | -- | -- | -- | -- | -- | -- | -- | -- | -- | -- | -- | -- | -- | -- | -- | -- | -- | -- | -- |
| Rang  | 4  | 4  | 3  | 3  | 3  | 5  | 7  | 7  | 8  | 6  | 5  | 5  | 6  | 7  | 7  | 10 | 12 | 14 | 12 | 11 | 9  |